# Fahrlehrergesetz
Das Fahrlehrergesetz regelt die Ausbildung und die Berufsausübung von Fahrlehrern in Deutschland.

## Inhalt
Gemäß § 1 Abs. 1 Satz 1 des Gesetzes darf nur derjenige Fahrschüler ausbilden, der im Besitz einer Fahrlehrerlaubnis ist. Die Voraussetzungen zum Erwerb der Fahrlehrerlaubnis sind in § 2 FahrlG genannt. Zuwiderhandlungen sind nach § 56 ordnungswidrig und können mit Geldbußen bis zu 5.000 Euro geahndet werden.
Das Fahrlehrergesetz wird durch mehrere Verordnungen ergänzt, z. B. durch
- die Fahrschüler-Ausbildungsordnung,
- die Durchführungsverordnung zum Fahrlehrergesetz
- die Fahrlehrer-Ausbildungsverordnung und
- die Fahrlehrer-Prüfungsverordnung.